# Alfred Deakin
Pour les articles homonymes, voir Deakin (homonymie).
Alfred Deakin (3 août 1856 – 7 octobre 1919), est un intellectuel, un avocat, et homme d'État australien qui a été le deuxième Premier ministre de l'Australie. Dans le dernier quart du XIXe siècle, Deakin fut un des principaux contributeurs aux réformes libérales dans la colonie du Victoria, y compris celles des droits des travailleurs. Il joua aussi un grand rôle dans le développement de l'irrigation en Australie. Bien qu'il aurait très certainement pu être Premier ministre du Victoria, il préféra se consacrer à la création de la fédération australienne.
Pendant les années 1890, Deakin fut un des représentants du Victoria aux réunions chargées d'établir un projet de constitution. Il y joua un rôle très important en vérifiant que le projet était démocratique et libéral et en obtenant des compromis pour permettre son adoption. Entre les réunions, il travailla pour populariser le concept de fédération, et fit campagne pour son approbation dans les différents référendums. Par la suite, il combattit dur pour faire accepter le projet de constitution par le gouvernement du Royaume-Uni.
Lorsqu'il fut élu Premier ministre fédéral, Deakin compléta un vaste programme de réformes législatives qui fit de lui avec Andrew Fisher du Parti travailliste australien, le fondateur du système de gouvernement du pays. Il développa la Haute-Cour, trouva des moyens financiers pour la création d'une force navale australienne significative et mit en place un contrôle australien sur le territoire de Papouasie. Confronté à la montée en puissance du Parti travailliste, il décida de fusionner son parti protectionniste avec le Free Trade Party de George Reid pour créer le Commonwealth Liberal Party qui fut le principal ancêtre de l'actuel Parti libéral d'Australie.

## Jeunesse

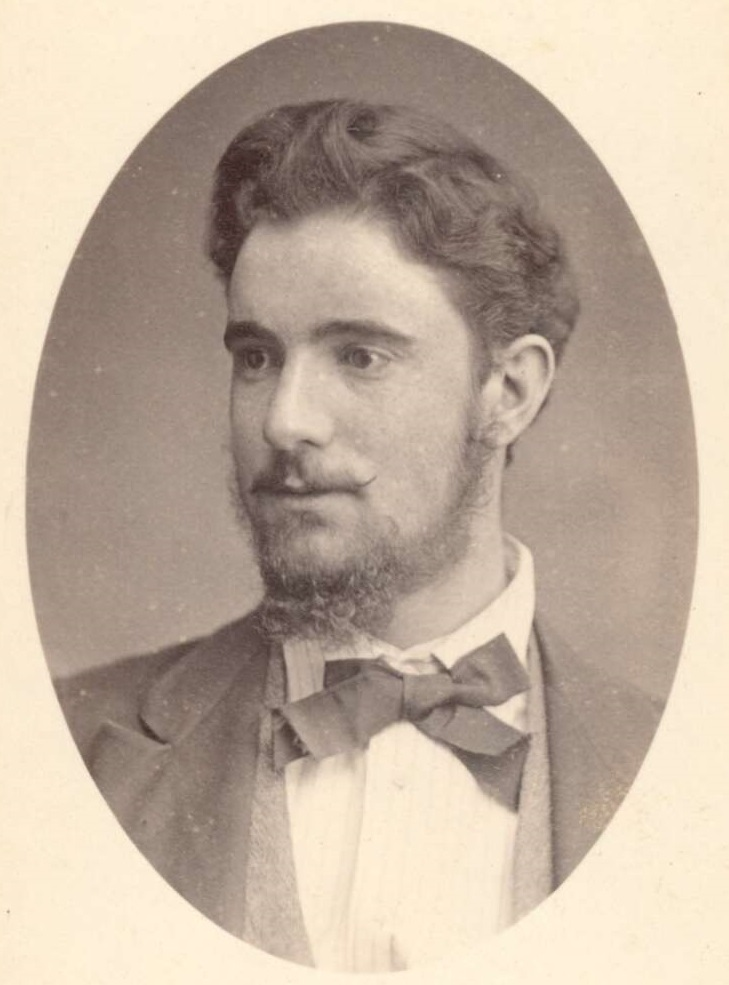
Deakin dans sa jeunesse.

Deakin était le fils unique de William Deakin et de sa femme Sarah Bill, fille d'un fermier du Shropshire qui avaient émigré en Australie en 1850 et s'installèrent dans la banlieue de Melbourne en 1853. William Deakin travailla comme commerçant, livreur avant de s'associer dans une entreprise de transport puis de devenir directeur la société Cobb & Co (en) au Victoria,.
Deakin est né à Melbourne où il fit toutes ses études. Après ses études secondaires, il travailla comme instituteur et précepteur tout en suivant des cours de droit le soir à l'université de Melbourne. Il participa fréquemment aux réunions du club fondé par Charles Henry Pearson en 1874 au sein de l'université, lut beaucoup, s'essaya à l'écriture et devint toute sa vie un important spiritiste,, tenant même le rôle de Président de l'Union des Spiritistes du Victoria pendant de nombreuses années.
Deakin obtint son diplôme de droit en 1877 et commença à exercer sa profession d'avocat mais il eut beaucoup de peine à se faire une clientèle. En mai 1878, il rencontra David Syme (en), le propriétaire du quotidien de Melbourne The Age qui le paya pour lui fournir des articles politiques ou littéraires. En 1880, il devint rédacteur en chef du journal the Leader, la version hebdomadaire de the Age. C'est pendant cette époque que Syme le convainquit de passer du libre-commerce au protectionnisme,. Il devint actif dans l'Australian Natives' Association (en), une association qui militait pour la création d'une fédération australienne et devint végétarien.

## Carrière politique au Victoria

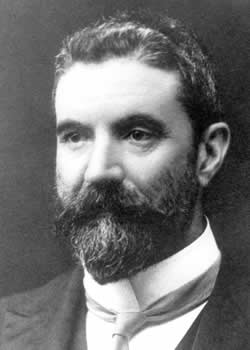
Alfred Deakin en 1901.

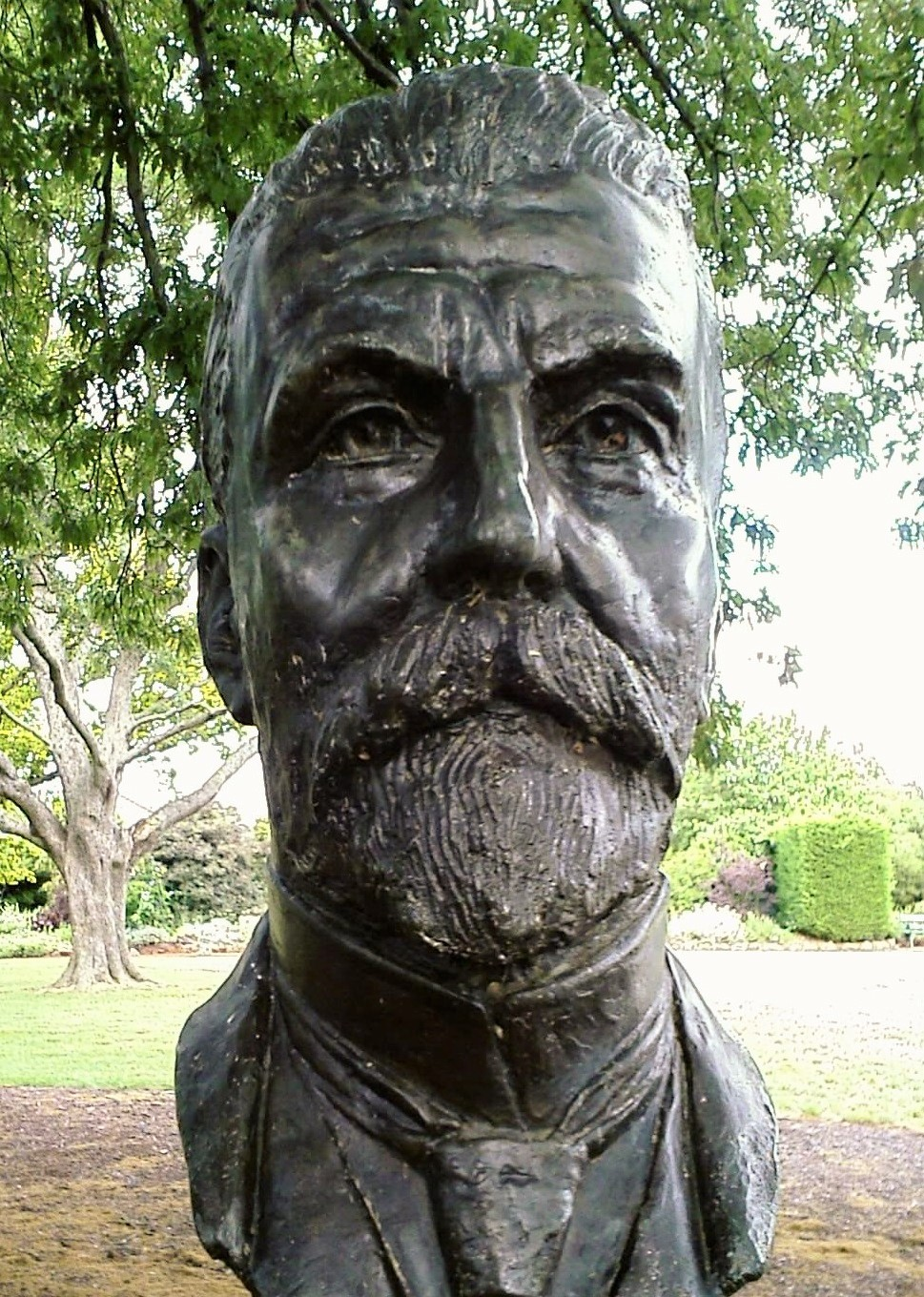
Buste d'Alfred Deakin à Ballarat.

Deakin se présenta à la députation de la circonscription agricole de Bourke-ouest en février 1879, en tant que partisan d'un certain nombre de réformes : protection douanière pour encourager l'industrie australienne, création d'une taxe foncière sur les grandes propriétés et remporta le siège avec 79 voix d'avance. Il perdit son siège aux élections suivantes mais le récupéra en juillet 1880. Le Premier ministre, Graham Berry, lui offrit le siège de Ministre de la Justice en août mais Deakin refusa,.
En 1882, Deakin épousa Elizabeth Martha Anne (« Pattie ») Browne, fille d'un célèbre spiritiste de l'époque. Ils eurent trois filles : Ivy, Stella et Vera.
En 1883, Deakin devint Commissioner for Public Works and Water Supply puis en 1884 secrétaire d'État à la justice et ministre des Travaux publics. En 1885 Deakin fit voter un texte de lois sur les conditions et les horaires de travail dans les usines et les magasins.  En décembre 1884 il alla aux États-Unis pour étudier l'irrigation et remit son rapport en juin 1885. En juin 1886, il fit voter la loi sur la nationalisation de l'eau et créa des aides de l'État pour venir en aide à ceux qui avaient besoin de faire des travaux pour irriguer.
En 1885, Deakin devint Chief Secretary and Commissioner for Water Supply puis en 1890 ministre de la Santé. En 1887 il conduisit la délégation du Victoria à la conférence impériale de Londres où il défendit une baisse des charges payées à la Grande-Bretagne pour assurer la défense navale de l'Australie et pour des consultations renforcées avec l'Australie dans l'affaire des Nouvelles-Hébrides. En 1889, il devint député dans la circonscription d'Essendon et Flemington (en) près de Melbourne,
En 1890 le gouvernement fut renversé pour avoir la réserve militaire pour protéger des ouvriers non syndiqués pendant la grève des marins de 1890. En plus, Deakin perdit ses biens et ceux de son père dans une faillite familiale en 1893 et il dut reprendre son métier d'avocat pour restaurer ses finances. En 1892, il défendit sans succès l'assassin Frederick Bailey Deeming (en) puis assura la défense en 1893–1894 de David Syme dans une affaire de calomnies,.

### Vers un État fédéral
À partir de 1890, Deakin refusa toutes les propositions ministérielles et consacra tout son temps à la création de la fédération australienne. Il fut le délégué du Victoria à la conférence organisée par Sir Henry Parkes à Melbourne en 1890 qui décida de la création d'une convention intercoloniale pour ébaucher une constitution fédérale. Il fut l'un des principaux négociateurs aux différentes conventions qui rédigèrent le projet de Constitution qui fut finalement adopté en 1900. Deakin fut aussi délégué à la seconde convention confédérale qui s'ouvrit à Adélaïde en mars 1897 et s'acheva à Melbourne en janvier 1898. Il s'opposa aux projets des conservateurs pour faire élire les sénateurs au suffrage indirect, essaya de diminuer les pouvoirs du Sénat (en particulier de l'empêcher de pouvoir bloquer le vote du budget de l'État) et encouragea un large transfert des pouvoirs des États au gouvernement fédéral,. Deakin eut souvent à réconcilier des oppositions et trouver des compromis dans des situations apparemment impossibles. Entre et après ces réunions, il voyagea beaucoup dans le pays pour tenir des rassemblements publiques et il est pour une certaine part responsable de la grande majorité de « oui » du Victoria aux différents référendums.
En 1900 Deakin alla à Londres avec Edmund Barton et Charles Kingston pour contrôler le passage du projet de fédération devant le parlement impérial et participa aux négociations avec Joseph Chamberlain, le ministre des Colonies, qui insistait pour garder un droit d'appel des décisions de la Haute Cour devant le Conseil privé. Finalement, un compromis fut trouvé selon lequel les affaires relevant de la Constitution ne relèveraient que de la Haute Cour mais que les autres pourraient aller en appel jusqu'au Conseil privé.
Deakin se définissait comme un « Britannique australien indépendant » partisan d'une autonomie de l'Australie mais loyal avec l'Empire britannique. Il ne voyait certainement pas la fédération australienne prendre ses distances avec la Grande-Bretagne. Au contraire, Deakin était partisan d'un empire regroupé, une cause qu'il croyait être un tremplin vers l'unité spirituelle du monde.

## Politicien fédéral

Photo de 1898 des futurs premier Edmund Barton et second Alfred Deakin Premiers ministres d'Australie.

Aux élections fédérales de 1901, Deakin fut élu parleemntaire de Ballarat et devint ministre de la Justice dans le gouvernement d'Edmund Barton. Il fut très actif à son poste surtout pour des projets de loi pour le service public, les arbitrages et la Haute-Cour. Sa seconde intervention sur la loi limitant l'immigration à des immigrants d'origine blanche fut remarquable : il évita tout racisme et expliqua qu'il était nécessaire d'interdire la venue d'asiatiques parce qu'en raison de leurs grandes qualités, ils prendraient la place des européens. Son discours de mars 1902 pour la création de la Haute Cour l'aida à surmonter une grande partie de l'opposition à sa prise de la tête du parti.

### Premier gouvernement (1903–1904)
Quand Barton démissionna pour devenir juge à la Haute Cour, Deakin lui succéda comme Premier ministre le 24 septembre 1903. Son parti protectionniste n'avait la majorité dans aucune des deux chambres et il ne garda son poste que grâce à la bonne volonté du Parti travailliste australien qui voulait des lois plus radicales que celles que Deakin pouvait accepter. En avril 1904, il dut démissionner sans avoir pu faire voter une seule loi. Le chef du parti travailliste Chris Watson puis le chef du Free Trade Party, George Reid lui succédèrent mais ils ne purent pas former de gouvernement stable.

### Deuxième gouvernement (1905–1908)
Deakin reprit ses fonctions de Premier ministre au milieu de 1905 et resta en poste trois ans. Pendant cette période, la plus longue et la plus couronnée de succès de ses passages à la tête de l'État, son gouvernement fit adopter nombre de lois qui donnèrent forme au Commonwealth pendant sa première décennie, notamment les lois pour créer une monnaie australienne. Le Service des brevets (en) fut créé en 1905, le service du Recensement et des statistiques en 1905, le Service de la Météorologie ainsi que celui des hypothèques en 1908.
En 1906 le gouvernement Deakin modifia le Judiciary Act (en) pour pouvoir porter le nombre de juges de la Haute Cour de trois à cinq comme prévu dans la constitution et nomma Isaac Isaacs et H. B. Higgins aux deux postes créés. Le premier service de douanes fédéral l'Australian Industries Protection Act fut créé,.
Le Papua Act (en) de 1905 créa une administration australienne pour superviser l'ancienne Nouvelle-Guinée britannique et Deakin nomma Hubert Murray comme lieutenant-gouverneur en 1908. Son gouvernement fit voter le transfert du contrôle du Territoire du Nord de l'Australie-Méridionale au gouvernement fédéral, transfert qui devint effectif en 1911,.
En décembre 1907, il fit voter la première loi sur le service militaire obligatoire, loi qui fut fortement soutenue par Chris Watson et Billy Hughes. Il s'était longtemps opposé à l'accord que Barton avait signé avec la Grande-Bretagne pour faire assurer la défense maritime du pays par la Royal Navy aussi, en 1906, annonça-t-il que l'Australie achèterait des contre-torpilleur et alla en 1907 à l'Imperial Conference à Londres pour discuter du problème, en vain. En 1908 il invita la « Grande flotte blanche » organisée par Theodore Roosevelt à visiter l'Australie, ceci dans un geste symbolique d'indépendance vis-à-vis de la Grande-Bretagne. Le Surplus Revenue Act de 1908 permit de débloquer 250 000 £ pour l'achat de navires permettant ainsi à l'Australie d'être la première ancienne colonie britannique à avoir une marine de guerre,.

### Troisième gouvernement (1909–1910)
En 1908 Deakin fut de nouveau obligé de démissionner à la suite du vote des travaillistes. Il forma ensuite un nouveau parti, le « Commonwealth Liberal Party », en s'associant avec le « Free Trade Party » conservateur de George Reid et revint au pouvoir en mai 1909 avec le premier gouvernement majoritaire australien. Cette décision fut vécue par beaucoup comme un abandon de ses principes libéraux et une véritable trahison de sorte que William Lyne le qualifia de Judas. Il commanda l'achat du cuirassé dreadnought HMAS Australia et fit voter l'accord financier de 1909 qui prévoyait que chaque État du Commonwealth devait verser au gouvernement fédéral 2,5 £ par personne et par an pour le budget de la fédération accord qui resta en vigueur jusqu'en 1927. Aux élections fédérales d'avril 1910 son parti fut sévèrement battu par le Parti travailliste d'Andrew Fisher.

## Dernières années
Deakin démissionna du parlement en janvier 1913 et se retira de la vie politique. Il fut nommé président de l'organisation du pavillon australien pour la foire internationale qui se tint à San Francisco en 1915 pour célébrer l'ouverture du canal de Panama mais il eut beaucoup de peine à exercer ses fonctions à cause de sévères troubles de mémoire. Il ne put plus exercer aucune fonction et mourut en 1919 d'une méningoencéphalite à l'âge de 63 ans,. Il est enterré au cimetière de St. Kilda à Melbourne à côté de sa femme.